# Friedrich Leopold Freiherr von Fürstenberg
Friedrich Leopold Hubertus Maria Freiherr von Fürstenberg (* 5. Mai 1902 auf dem Rittergut Kopanina, Miedar, Oberschlesien; † 31. Oktober 1969 in Seelscheid) war ein deutscher Diplomat.

## Leben
Nach dem Abitur absolvierte Freiherr von Fürstenberg ein Studium der Rechts- und Staatswissenschaften und legte 1925 seine Promotion ab. Danach war er als Kaufmann in Hamburg sowie in New York tätig und unternahm bis 1938 auch Reisen in den Fernen Osten. 1938 wurde er Mitarbeiter beim Reichskommissar für die Preisbildung und war dort bis zum Ende des Zweiten Weltkrieges 1945 tätig. Nach Kriegsende wurde er Mitarbeiter beim Zentralamt für Wirtschaft in Minden und anschließend bei der Verwaltung für Arbeit des Vereinigten Wirtschaftsgebietes.
1950 trat er in den Auswärtigen Dienst aufgenommen und war zunächst von Februar 1951 bis Oktober 1955 Konsul Erster Klasse und Leiter der Wirtschaftsabteilung des Generalkonsulats in Chicago.
Im Oktober 1956 wurde Freiherr von Fürstenberg zunächst Gesandter und dann zwischen 1956 und 1963 Botschafter auf den Philippinen.